# Wenatchee (rivière)
Pour les articles homonymes, voir Wenatchee.
La Wenatchee (anglais : Wenatchee River) est un affluent du fleuve Columbia, d'environ 85 kilomètres de long, au centre de l'État de Washington, aux États-Unis.
La Wenatchee prend sa source au Lac Wenatchee. Son bassin versant couvre environ 3 452 kilomètres carrés. Le débit moyen annuel de la rivière est d'environ 91 mètres cubes par seconde.